# St. Lucia FC
St. Lucia FC (malt. St. Lucia Footbal Club) – maltański klub piłkarski, mający siedzibę w mieście Santa Luċija na południu kraju. Obecnie występuje w Maltese First Division.

## Historia
Chronologia nazw:
- 1974: Santa Luċija Net Stars
- 19??: St. Lucia FC

Klub piłkarski Santa Luċija Net Stars został założony w miejscowości Santa Luċija w 1974 roku. Chociaż od 1963 zespół o nazwie Santa Luċija Grasshoppers występował w lASC Amateur League. W debiutowym sezonie 1974/75 klub startował w Fourth Division. Potem zmienił nazwę na St. Lucia FC. W sezonie 1996/97 zajął przedostatnie 9.miejsce w First Division i spadł do Second Division. Sezon 2000/01 zakończył na przedostatnim 11.miejscu i został zdegradowany do Third Division. W sezonie 2004/05 zajął trzecie miejsce w czwartej lidze, jednak potem w barażach nie uzyskał promocji do Second Division. W następnym sezonie 2005/06 zajął piąte miejsce w Third Division, jednak w barażach znów nie otrzymał promocji do trzeciej ligi. W sezonie 2008/09 ponownie był trzecim w Section B, jednak przegrał po serii karnych w finale playoff i nie awansował do Second Division. Dopiero w sezonie 2016/17 po zajęciu trzeciej lokaty wywalczył awans do Second Division. W następnym sezonie 2017/18 zdobył wicemistrzostwo II dywizji i awansował do First Division. W sezonie 2018/19 zajął trzecie miejsce w I dywizji, a potem w barażach z pierwszoligowym St. Andrews FC zdobył historyczny awans do Premier League.

## Barwy klubowe, strój
| Żółty | Niebieski |

Klub ma barwy żółto-niebieskie. Zawodnicy domowe spotkania zazwyczaj grają w pasiastych pionowo żółto-niebieskich koszulkach, fioletowych spodenkach oraz białych getrach.

## Sukcesy

### Trofea międzynarodowe
Nie uczestniczył w rozgrywkach europejskich (stan na 31-05-2019).

### Trofea krajowe
| \| \| Zdobyte trofea w rozgrywkach Malty (stan na: 31-05-2019) \| |                                                          |      |                  |
| Rozgrywki                                                         | Osiągnięcie                                              | Razy | Sezon(y)         |
| Mistrzostwo                                                       | I miejsce                                                | 0    |                  |
| Mistrzostwo                                                       | II miejsce                                               | 0    |                  |
| Mistrzostwo                                                       | III miejsce                                              | 0    |                  |
| Mistrzostwo                                                       | ?.miejsce                                                | 1    | 2019/20          |
| Puchar                                                            | zdobywca                                                 | 0    |                  |
| Puchar                                                            | finalista                                                | 0    |                  |
| Puchar                                                            | 1/16 finału                                              | 2    | 2017/18, 2018/19 |
| II liga                                                           | I miejsce                                                | 0    |                  |
| II liga                                                           | II miejsce                                               | 0    |                  |
| II liga                                                           | III miejsce                                              | 1    | 2018/19          |
| Malta                                                             | Zdobyte trofea w rozgrywkach Malty (stan na: 31-05-2019) |      |                  |

- Third/Second Division (D3):
  - wicemistrz (1x): 2017/18

## Struktura klubu

### Stadion
Klub piłkarski rozgrywa swoje mecze domowe na Football Pitch w Santa Luċija, który może pomieścić 1000 widzów. Mecze Premier League jednak rozgrywane na stadionach Ta’ Qali Stadium (17 797 widzów), Centenary Stadium (3 000 widzów) w Ta’ Qali oraz Hibernians Stadium (3 000 widzów) w Paola.

## Kibice i rywalizacja z innymi klubami

### Rywalizacja
Największymi rywalami klubu są inne zespoły z okolic.

### Derby
- Mġarr United FC
- Mellieħa SC